# Білуха
Білу́ха (Delphinapterus leucas) — ссавець родини нарвалових (Monodontidae).
Довжина до 6,6 м, вага до 1,9 т. З них бл. 40 % — жир.
Забарвлення дорослої білухи біле.
Поширена білуха в арктичних і прилеглих водах.
Пристосована до життя серед криги; далеко мігрує, іноді на 1000 км запливає в річки. Тримається стадами, живиться рибою, ракоподібними, молюсками; статева зрілість наступає на 2—3-му році. Після 11—12 місяців вагітності самиця народжує 1-2 малят довжиною 1,4-1,6 м. Білуха видає різкі звуки (звідси вираз — «реве білугою»).
Поширена циркумполярно, між 50° і 80° с. ш., населяючи арктичні води, а також Берингове та Охотське море; взимку іноді заходить у Балтійське море.
Ізольована популяція є в естуарії річки Св. Лаврентія.

## Спосіб життя і харчування
Основу харчування білухи складає риба, головним чином, зграєва (мойва, тріска, сайка, оселедець, навага, камбала, сигові та лососеві види); меншою мірою — ракоподібні та головоногі молюски. Здобич, особливо придонні організми, білухи не хапають, а всмоктують. Доросла особина споживає в день близько 15 кг їжі. У гонитві за рибою (лососевими на нересті) білуха часто заходить у великі річки (Об, Єнісей, Лену, Амур) і в затоку річки Хатанга, іноді піднімаючись вгору за течією на сотні кілометрів.

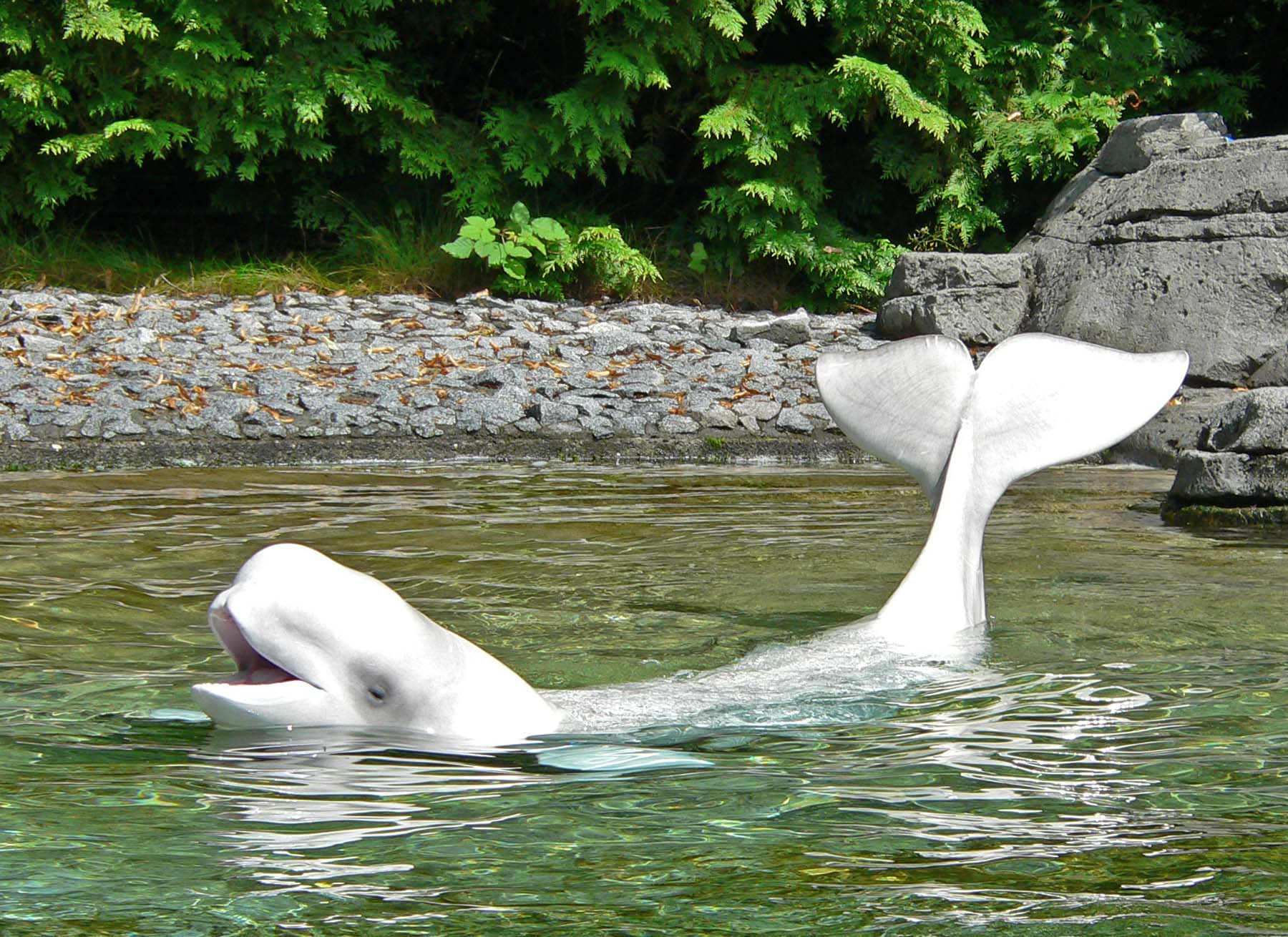
Білуха у Ванкуверському акваріумі.

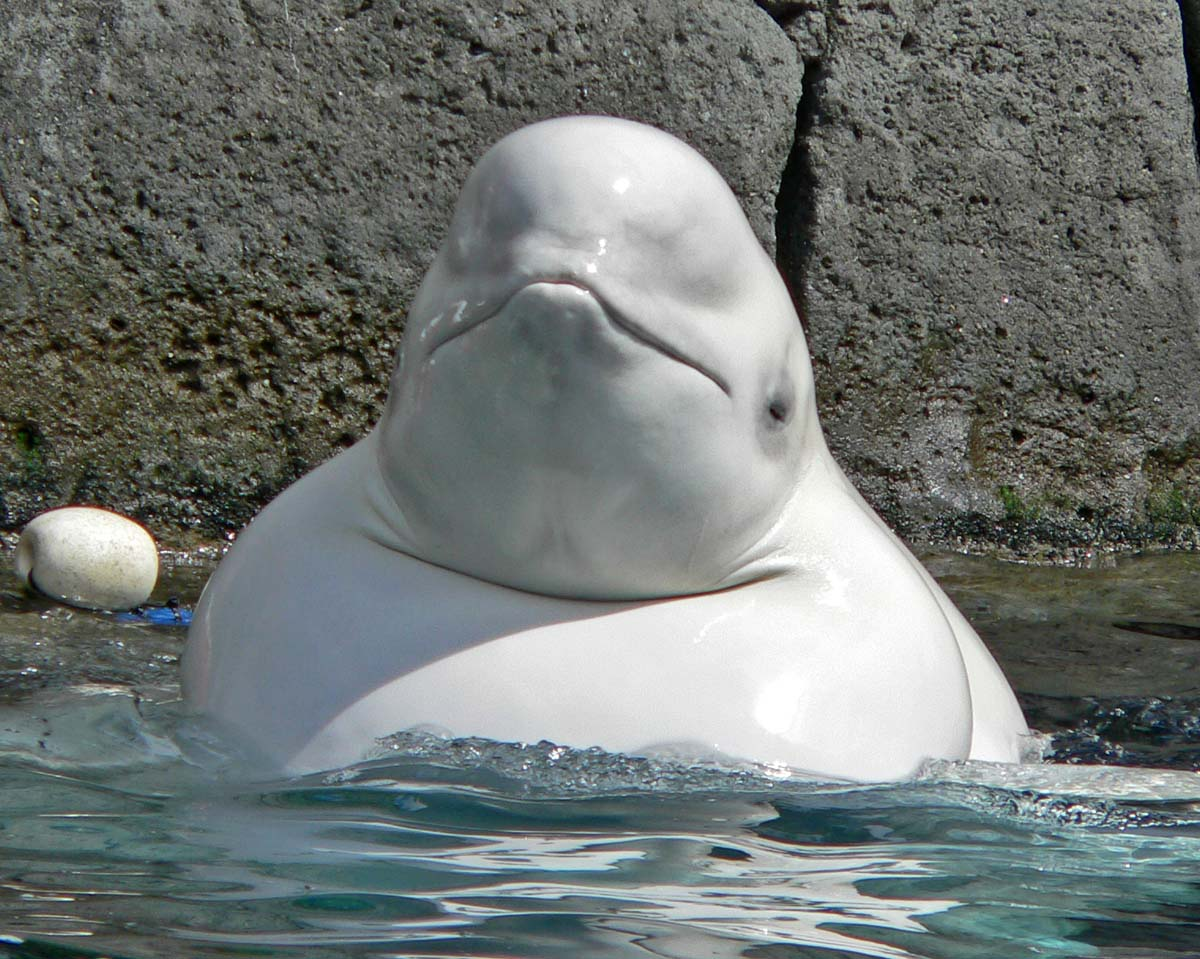
Білуха.

Білухи здійснюють регулярні сезонні міграції. По весні вони починають переміщатися ближче до мілководих заток, фіордів і гирл північних річок. Літування біля берегів обумовлено великою кількістю їжі і більш високою температурою води. Крім того, прибережні ділянки — зручні місця для «линяння»; щоб зняти омертвілий поверхневий шар шкіри, білухи труться об гальку на мілководді. Білухи прив'язані до тих самих місць літування, відвідуючи їх з року в рік. Стеження за окремими особинами показало, що білухи запам'ятовують місце свого народження і шлях до нього після зимівлі.
У зимовий час, як правило, тримаються кромки льодових полів, але іноді далеко проникають в зону заледеніння, де вітри і течії підтримують тріщини, розводдя і ополонки. При обмерзанні великих акваторій здійснюють масові міграції на південь. Ополонки, до яких білухи піднімаються поди́хати, можуть бути віддалені на кілька кілометрів одна від одної. Білухи підтримують їх, не даючи замерзнути, пробиваючи спиною лід товщиною до декількох сантиметрів.
Утім, зимівля часом закінчується для білух трагічно, коли ополонки затягуються занадто товстим льодом або стадо білух потрапляє в льодовий полон. Взимку на білух полює білий ведмідь, який підстерігає здобич біля ополонок і глушить її ударами лап. Іншим ворогом білух є косатка.
Подорожують білухи стадами, утвореними з груп двох типів. Перша складається з 1-3 дорослих самок (імовірно сестер) та їх дитинчат різного віку. У малят білуг колір шкіри сірий, далі жовтуватий і лише потім стає білий. У другій групі налічується 8-16 дорослих самців. Переслідуючи косяки риби, білухи іноді збиваються у зграї в сотні і навіть тисячі голів. Білухи — соціальні істоти. За різноманітність видаваних ними звуків американці прозвали білуху «морською канаркою» (sea canary), а в росіян з'явився фразеологізм «ревіти білугою». Дослідники нарахували близько 50 звукових сигналів (свист, вереск, щебетання, клекіт, скрегіт, пронизливий крик, рев). Крім цього білухи використовують при спілкуванні «мову тіла» (ляпаючи по воді хвостовими плавниками) і навіть міміку. Деякі вчені стверджують, що білухи змінюють форму голови для комунікації з іншими представниками свого виду.

## Статус популяції та охорона
У 1994 р. вид занесено в Червоний список МСОП зі статусом уразливий (Vulnerable). Станом на травень 1999 р. у світі налічувалося близько 30 стад білух, загальна чисельність яких оцінювалася в 100—200 тис. особин (без урахування Росії). В наш час[коли?] основна загроза білухам полягає не в інтенсивному промислі, а в індустріальному освоєнні арктичного шельфу та забрудненні середовища проживання білух відходами та отрутохімікатами. Ще одна загроза — глобальне потепління, що суттєво звузить ареал харчування та існування білух.

## У культурі
Дитячий співак Раффі випустив альбом під назвою Baby Beluga у 1980 році. Альбом починається зі звуку спілкування китів і містить пісні, що представляють океан і гру китів. Пісня «Baby Beluga» була написана після того, як Раффі побачив нещодавно народжене теля білухи в Ванкуверському акваріумі.
Конструкція фюзеляжу Airbus Beluga, одного з найбільших у світі вантажних літаків, дуже схожа на білуху. Спочатку він називався Super Transporter, але псевдонім Beluga став більш популярним і був офіційно прийнятий. Компанія розмалювала версію Airbus Beluga XL 2019 року, щоб підкреслити схожість літака з білухою.
В анімаційному фільмі Disney/Pixar 2016 року «У пошуках Дорі», продовженні «У пошуках Немо» (2003), персонаж Бейлі — білуха, і її здатність до ехолокації є значною частиною сюжету.

## У неволі
Білухи є одними з перших китоподібних, яких утримують у неволі. Перша з них була виставлена в 1861 році в Американському музеї Барнума в Нью-Йорку. Протягом 20-го століття країною, де найбільше було виловлено для виставкових цілей, була Канада. Протягом століття до початку 1960-х років їх ловили в гирлі річки Сан-Льоренс, а з 1967 року їх почали ловити в гирлі річки Черчилль. З того року до 1992 року, коли ця практика була заборонена, було захоплено 68 осіб. Після того як Канада перестала бути постачальником цих тварин після заборони, Росія стала найбільшим постачальником білух в акваріуми по всьому світу. Тварин виловлюють в дельті Амура і морях на крайньому сході країни, а звідти транспортують в акваріуми Москви, Санкт-Петербурга і Сочі; решта експортується в інші країни, включаючи Канаду.
У 2006 році він все ще був одним із видів китоподібних, яких утримували в акваріумах і парках для тварин у Північній Америці, Європі та Азії. У 2006 році 30 білух були виставлені в акваріумах Канади і 28 в США, де до того часу було зафіксовано 42 смерті в неволі. Того ж року вартість особи на ринку досягала 100 000 доларів США. Це китоподібне користується популярністю у відвідувачів завдяки своєму білому забарвленню та широкому діапазону міміки та рухів голови. Останнє стає можливим завдяки додатковій рухливості, яку забезпечують незрощені шийні хребці.
Більшість білух в акваріумах були взяті з дикої природи, оскільки програми розведення в неволі не мали успіху.